# 미나미아리아케촌
미나미아리아케촌(南有明村)은 사가현 기시마군에 있던 촌이다. 현재의 시로이시정의 일부에 해당한다.

## 역사
- 1889년 4월 1일 - 정촌제 시행에 의해 기시마군 미나미아리아케촌이 성립하였다.
- 1955년 9월 30일 - 구 아리아케촌과 합병해 새로운 아리아케촌이 성립해 폐지되었다.

## 참고문헌
- 角川日本地名大辞典 41 佐賀県
- 『市町村名変遷辞典』東京堂出版、1990年。